# Кочетовское сельское поселение (Ростовская область)
Кочетовское сельское поселение — муниципальное образование в Семикаракорском районе Ростовской области. 
Административный центр поселения — станица Кочетовская.

## Административное устройство
В состав Кочетовского сельского поселения входят:
- станица Кочетовская;
- хутор Бугры;
- хутор Старая Станица.

## Население
| 2010  | 2012  | 2013  | 2014  | 2015  | 2016  | 2017  |
| ----- | ----- | ----- | ----- | ----- | ----- | ----- |
| 2176  | ↘2124 | ↘2087 | ↘2082 | ↘2049 | ↘1987 | ↘1971 |
| 2018  | 2019  | 2020  | 2021  |       |       |       |
| ↘1935 | ↘1925 | ↘1884 | ↘1879 |       |       |       |